# Ubaí
Ubaí é um município brasileiro localizado no norte do estado de Minas Gerais. Pertence à  Microrregião de Montes Claros. Ocupa uma área de 820,524 km² e tem uma densidade demográfica de 14,27 km². Sua população recenseada em 2022 era de 11 708 habitantes.
Tem como Bentópolis de Minas seu distrito e Veloslândia, sub-distrito.[carece de fontes?]

## História
A origem de Ubaí, tem versões diferentes, como tudo que faz parte da história. Mas contam as pessoas idosas, que iniciou-se um povoado com a doação de terrenos feitos pelos benfeitores Joaquim de Queiroz e Francisco Macambira, que eram donos da maioria das terras locais e que as doavam aos novos moradores.
Os primeiros habitantes contribuíram com o crescimento local. Com o passar do tempo, o então distrito de Brasília de Minas, começa lentamente a desenvolver e lutar pela sua emancipação. A cidade foi fundada em 30 de dezembro de 1962 e seu primeiro nome foi Santa Rita de Canoas.
O nome atual é oriundo de um termo indígena que comporta o significado de uma canoa, que era utilizada pelos índios para a travessia na região, principalmente o São Francisco, portanto, houve uma influência decisiva do espírito aventureiro de homens que desbravaram terras e navegaram rios em busca de riquezas e terras férteis. Ubaí só foi elevado a cidade na data de 1 de março de 1963, quando se desmembrou da cidade de Brasília de Minas.
O nome Ubaí é derivado do Ubá, uma árvore utilizada para fabricar canoas, estando localizada a 49 km de Brasília de Minas, sede de sua comarca. O turismo na cidade acorre com maior frequência nos meses de janeiro, junho e julho, por causa da virada de ano e férias e de uma famosa vaquejada nacional do circuito Inter TV de vaquejada. A cidade possui três escolas, sendo duas estaduais e uma municipal, contando também com mais duas escolas estaduais localizadas na zona rural nos distritos de Veloslândia e em Bentopolis de Minas, mais conhecida por São Bento. A zona rural e composta por 30 comunidades, onde cada comunidade recebe um nome de acordo com a história ou região, uma bastante conhecida é a comunidade de Raiz outras também bastante conhecidas são: Coqueiro, Malhada Bonita, São Judas, Engenho e Gameleira.

## Geografia
A área do município é de 820,524 km² e sua densidade populacional em 2022 era de 14,27 habitantes por quilômetro quadrado.

### Coordenadas geográficas
- Latitude: 16º 17' 07" S
- Longitutde: 44º 46' 41" W
- Altitude: 590 m

## Administração
- Prefeito: Farley Vieira Ribeiro (2021/2024)
- Vice: Lázaro Eurico Pereira Botelho

## Economia
Cidade produtora de carvão vegetal (extração), pecuária, agricultura.[carece de fontes?]